# ماتيوش كوس
ماتيوش كوس (بالبولندية: Mateusz Kus) مواليد 14 يوليو 1987 في بولندا، هو لاعب كرة يد بولندي يلعب كمحور. يلعب حاليا مع فيف تارغي كيلسي ويحمل الرقم 11. مثل منتخب بولندا لكرة اليد. شارك في دورة الألعاب الأولمبية الصيفية سنة 2016.

## سجل المنافسة
شارك في البطولات التالية:
- الألعاب الأولمبية الصيفية 2016

## روابط خارجية
- ماتيوش كوس على موقع الاتحاد الأوروبي لكرة اليد (الإنجليزية)
- ماتيوش كوس على موقع أوليمبيديا (الإنجليزية)
- ماتيوش كوس على موقع اللجنة الأولمبية البولندية (مؤرشف) (البولندية)